# Fort Carson
Pour les articles homonymes, voir Carson.
Fort Carson est une installation de l'armée américaine située au sud de Colorado Springs, dans le comté d'El Paso dans le Colorado, aux États-Unis. Au recensement de 2000, il comptait 10 566 résidents. Sa superficie est de 24,3 km2.

## Historique
Fort Carson a été établi en 1942, à la suite de l'attaque japonaise sur Pearl Harbor. La ville de Colorado Springs acheta des terres et les donna au département de la Guerre. La construction du quartier général fut achevée le 31 janvier 1942. Le camp fut ainsi nommé en l'honneur du légendaire éclaireur militaire et explorateur de l'Ouest, Christopher "Kit" Carson.
Fort Carson possède un aéroport (code AITA : FCS).

## Garnison
En 2012, il est le siège depuis 2005 de la 4e division d'infanterie, du 10e groupe de Special Forces, et il décide la mise en place d'une brigade aéromobile de la United States Army Aviation Branch sur ce site.
Dans les années 2000-2010, la garnison a doublé :
- 2003 : 13 500 militaires
- 2008 : 18 500 militaires
- 2011 : 27 000 militaires
- 2013 (projection de 2011) : 30 000 militaires

## Source
- (en) Cet article est partiellement ou en totalité issu de l’article de Wikipédia en anglais intitulé « Fort Carson » (voir la liste des auteurs).